# Los Andes (Nariño)
Los Andes es un municipio colombiano ubicado en el departamento de Nariño, cuya cabecera municipal recibe el nombre de Sotomayor. Es municipio desde el 11 de abril de 1911 .

## Límites geográficos
Norte: Desde el punto de confluencia del Río Sumbiambi con el Río Cuembí, y por este aguas arriba hasta encontrar la Cordillera en el nacimiento de las Quebradas La Chorrera, San Juan, El Mango y El Limonal y por esta aguas abajo hasta el punto de confluencia con el Río Patía.
Oriente: Desde el punto de confluencia de la Quebrada El Limonal con el Río Patía, siguiendo por este hasta la confluencia con el Río Guáitara, por este hasta la confluencia con el Río Pacual, y por este aguas arriba hasta la confluencia de La Quebrada el Murciélago.
Sur: Desde el punto de confluencia de la Quebrada El Murciélago, pasando por la Vereda La Loma por la carretera y de esta hasta La Cuchilla El Roble, hasta el Cerro Negro, Camino a Cumbitára. Por esta a la Cima del Cerro El Mote, hasta el nacimiento del Río Sumbiambi, hasta su confluencia con el Río Cuembí.
Occidente: Curso del Río Cuembí aguas abajo hasta encontrar el punto de confluencia con el Río Sumbiambí.

## Geografía
El nudo de los pastos es un punto de partida en el cual se divide la Cordillera de los Andes en Colombia.
La cordillera pertenece a la cuenca del río Patía, incluyendo los ríos: Guáitara, Pacual, Patía, Sumbianbi y Cuembi.

### Relieve
Cerros: En la cordillera occidental que es el pronunciamiento más elevado que atraviesa el Municipio de Los Andes se encuentran las alturas de los Culuales en la vereda San Pedro, el páramo en el Carrizal y Quebrada Honda, Cerro Negro en Cordilleras Andinas y Cerro Sotomayor en las veredas Providencia, la Planada y San Juan. En el sector de Pangús se localizan fuertes pendientes hacia las depresiones de los ríos Guáitara, Patía, Quebrada Honda y Piscoyaco, s y colibríes de diversos colores y tamaños.
Colinas: El Arenal, La Loma de Robles y San Antonio en la vereda La Loma, también la Cuchilla de Los Culuales en San Pedro, en El Alto y Paraíso el Cerro Piedra Negra, en Buenavista el Cerro Boquerón, que se prolonga hasta la vereda Los Guabos como un ramal o desprendimiento de la Cordillera Occidental, y en Sotomayor se encuentra el Cerro Las Cruces.
Lomas: En el Corregimiento de Pangús se encuentran las Lomas de La Bomba, en los Guabos, Buenavista y Huilque; en el sector de Sotomayor hay lomas localizadas sobre la vía que terminan en los ríos Pacual, Guáitara y Patia y sobre las quebradas Honda, Piscoyaco y Arenal. Las minas de oro se encuentran conformando un paisaje de socavones, galerías internas con muchos botaderos de estériles (piedras) y arena, al descubierto frente a cada una de las minas o trabajos.
Peñascos: Se encuentran localizadas en las franjas de los ríos Pacual, Guáitara y Patía. Sobre las quebradas Piscoyaco, Honda y Nacedero en su mayor extensión hacia sus desembocaduras. En los Cerros Negro, Sotomayor, Las Delicias y parte alta de San Juan, Pigaltal, Los Culuales, El Páramo y El Carrizal.
Llanuras: Se encuentran en la zona occidental del Municipio y forma parte del pie de monte andino y de las terrazas del Pacífico, conformadas por los flujos de lava máfica con intercalaciones de sedimentistas con pequeños cuerpo intrusivos, cubiertas de bosques húmedos tropicale no intevenidos. Ver Mapa 5 Geoformas.
Pendientes: En el sector de Sotomayor se encuentran las depresiones del río Pacual, Quebrada San Pedro y Piscoyaco de peñascos abruptos, vegetación y fauna idéntica a la del sector de Pangús, en todos los sectores se encuentran pocas áreas onduladas y las pendientes son superiores al 50 %.
Procesos Geoformofológicos: Se observan las siguientes formas de relieve: Domos estructurales fuertemente quebrados, Frentes estructurales escarpados, Reveses o planos estructurales quebrados de pendientes, largas e inclinadas, Formas torrenciales, depósitos coluviales de laderas, formas derivadas de cenizas volcánicas, Superficies de planación terrazas dicectadas y formas aluviales recientes.

## Historia
Los primeros pobladores de la Región pertenecieron a la comunidad Indígena de los Abades, asentados sobre el territorio que hoy se conoce como Los Andes. Su organización social estaba constituida en clanes, jerarquizada así: 
Caciques, Chamanes, Jefes Guerreros y el Pueblo. Se caracterizaron por la fabricación de objetos de barro, piedra y hueso, con los cuales elaboraron utensilios con propósitos rituales, estéticos, para la minería y la pesca.
Según algunos historiadores en el año de 1540, los soldados Antonio Linares y Juan Florentino Sotomayor, integrantes de la expedición emprendida por Sebastián de Belalcázar desde Quito a Santafé, llegaron a la zona por la vía de Samaniego, descubriendo estos territorios y sus habitantes, los Pangas e Ijazal.
El territorio Panga nombre que en sus indios tuvo el Municipio, era una hacienda denominada Hato Viejo, la que fue donada a los hermanos Arteaga en el año de 1681 y sobre la cual los españoles Justo Oviedo y Valeriano Bacca levantaron San Francisco de Panga en el año de 1810, hoy Sotomayor, capital del Municipio de Los Andes. En el año de 1845 los aldeanos recibían enseñanza religiosa.
En 1871 el abogado Víctor Muriel y el ingeniero Julio Thomas fueron comisionados por el Juez del circuito de Túquerres para repartir las tierras que pertenecieron a la Hacienda, separando para que sirvan como enmarcación de la población y trazo algunas calle y el cuadrílatero de la plaza.
En 1911, fue erigido como Municipio mediante Ordenanza el 11 de abril, emanada de la Asamblea Departamental de Nariño, siendo su Presidente el señor Carlos Benavides y Secretario el señor Rubén F. Guerrero, separándose de Samaniego, y como primer Alcalde se nombra al señor Salvador Araujo.
Con el Tiempo ha tenido transformaciones que han ido mejorando su estructura arquitectónica y cultural. Fue una de las cuantas poblaciones golpeadas por los estragos del Maremoto de Tumaco del día 12 de diciembre de 1979, motivo por el cual se destruyó gran parte de la población, perdiéndose casas y construcciones originales de tiempos antiguos, entre ellos el Templo Parroquial el cual era regido en ese entonces por el Sacerdote Linareño José Vicente Espinoza.

## Símbolos municipales

### Escudo
AUTOR:
DESCRIPCIÓN:
En la parte central simboliza una figura humana que se inclina al espectador brindando un saludo. Sostiene en sus brazos 2 martillos y extiende sus alas de libertad. En sus hombros la figura sostiene el nombre del Municipio de Los Andes, la salida del sol y en el centro una “chiva”, popular de transporte.

Se observa en el centro el Cerro de las Tres Cruces, en la parte derecha del heraldo; en la parte izquierda, aparece un túnel o socavón de minería; el café aparece en la parte inferior junto a los ríos Guaitara y Patía.

Se dibujan unas trompetas que significa la vena musical de sus gentes y especialmente en honor a la Banda Municipal. Los ancestros indígenas se representan en una silueta de los Pangas, y por último el lema “PAZ Y JUSTICIA EN TU SENDERO”

### Bandera
AUTORAS:Profesoras Odila Caicedo Yela y María Isabel Bravo Oviedo
EL VERDE: representa la riqueza de la actividad agrícola de nuestra gente, la naturaleza y su biodiversidad en los diferentes pisos térmicos, como también el cultivo del café, plátano, maíz y la caña de azúcar.
 
EL AMARILLO: simboliza la actividad minera, la riqueza aurífera de la región, la minería ocupa el segundo renglón de la economía andenes y se ha explotado desde tiempos precolombinos.

### Himno
Himno municipal de Los Andes Sotomayor

Autor letra: Kevin Marcial Álvarez Reyes.

Coro
Vamos pangas por siempre adelante
a soñar, a luchar y avanzar
nuestros padres ganaron la guerra
y nosotros logramos la paz. 
I
Sus proezas de fama pregonan
cual sindaguas, su fuerza y furor
con refranes preclaros proclaman:
Ley, deber, democracia y unión.
II
Los rayos dorados de oriente
que acaricia tu cien sin igual
alzad pangas, dichosos la frente
somos hombres con gloria inmortal.
III
Hato viejo la hacenda certera
magna tierra su historia forjó
san Francisco de Panga primero,
hoy la bella ciudad Sotomayor.
VI
Esta tierra guarida del oro,
con aromas de flor y café
su riqueza mayor es humana:
hombres libres luchando con fé.

V
Pueblo grato, cuna de recuerdos
cuya historia ligada esta el amor
mil doncellas adornan tus campos
hombres nobles de ínclito valor.
VI
Sotomayor, titán de Los Andes
esforzandosu propio valor
como genio que cumplelos sueños
con orgullo forjó esta creación.
VII
Solo amamos talentos y trabajo
dulces bienes que brindan la paz
con amor y equidad para todos;
más la envidia en el pecho jamás